# Тасмагамбетов Імангалі Нургалійович
Імангали Нургалійович Тасмагамбетов (каз. Иманғали Нұрғалиұлы Тасмағамбетов; нар. 9 грудня 1956) — казахстанський політик, прем'єр-міністр країни від січня 2002 до червня 2003 року.

## Життєпис
1979 року закінчив природничо-географічний факультет Західно-Казахстанського державного університету імені М. Утемісова, здобувши фах учителя географії та біології. 1990 року здобув ступінь кандидата філософських наук, а 1997 року захистив дисертацію, отримавши ступінь доктора політичних наук.
1973 року став тренером дитячо-юнацької спортивної школи села Махамбет Гур'євської області, від 1979 року працював учителем географії та біології Махамбетської середньої школи.
Ще працюючи в школі, розпочав свою партійну діяльність, 1989 року сягнувши посади першого секретаря ЦК ЛКСМ Казахстану, а 1991 року очоливши Державний комітет Республіки Казахстан у справах молоді.
Від 1993 до 1995 року обіймав посаду помічника президента Республіки Казахстан. У 1995—1997 роках — заступник прем'єр-міністра Казахстану, після чого додатково очолив міністерство освіти і культури Республіки. Від 1997 до 1998 року займав пост заступника керівника Адміністрації президента Казахстану — завідувача організаційно-контрольного відділу. У 1998—1999 роках був першим помічником президента Казахстану.
Від 1999 року — аким Атирауської області.
У грудні 2000 року знову зайняв пост заступника прем'єр-міністра, а на початку 2002 року сам очолив уряд країни. Від 2003 року обіймав посаду державного секретаря Казахстану. 2004 року очолив Адміністрацію президента.
Від грудня 2004 до квітня 2008 року — аким Алмати. Після цього, до жовтня 2014, — аким Астани.
22 жовтня 2014 року був призначений на посаду міністра оборони Казахстану. 13 вересня 2016 року знову став заступником глави уряду.
3 лютого 2017 року став послом Казахстану в Росії.
Тасмагамбетов є автором багатьох наукових праць з правових, соціально-економічних і політичних питань.